# Oscillator (mechanica)
Een oscillator is een apparaat dat trillingen produceert. Hij wordt bijvoorbeeld in verschillende vormen toegepast in alle (mechanische en elektronische) uurwerken en computers. Regeltechnisch wordt een oscillator gedefinieerd als een teruggekoppelde versterker, met een rondgaande versterking van één. Het model van de harmonische oscillator vormt de theoretische basis voor de beschrijving van eigenschappen van oscillatoren.
Een veel toegepaste oscillator bestaat uit de onrust in uurwerken, die in combinatie met het anker en ankerrad een zeer stabielmechanische oscillator vormt.
Een ander voorbeeld is een kristal-oscillator, waarbij het kristal, hoewel over het algemeen in een elektronisch circuits is opgenomen, in feite een mechanisch resonerend object is, dat door de piëzo-elektrische eigenschappen makkelijk in trilling kan worden gehouden, en de mechanische oscillatie kan gebruiken voor toepassingen in de elektronica.
Een verwant voorbeeld zien we in de eerste elektronische horloges, en klokken waar een minieme magnetische stemvork was aangebracht die oscilleerde op een frequentie van 32 kHz.
Een mini-circuit bestaande uit een gewone condensator en een inducerende spoel (een LC-kring), levert echter ook een oscillatiekring op; in combinatie met een smoorspoel zelfs een redelijk stabiele.